# Fouad Mebazaâ
Fouad Mebazaâ (in arabo فؤاد المبزع‎?, Fuʾād al-Mubazaʿa; Tunisi, 15 giugno 1933 – Tunisi, 23 aprile 2025) è stato un politico tunisino, 3º presidente della Repubblica dopo le dimissioni del presidente ad interim Mohamed Ghannouchi.
Fu un componente di spicco del Raggruppamento Costituzionale Democratico, partito che lasciò il 18 gennaio 2011.

## Biografia
Laureato in diritto e scienze economiche a Parigi, fece parte della dirigenza del partito politico tunisino indipendentista Neo-Destur in Francia negli anni 1950.
A partire dagli anni 1970 ricoprì importanti incarichi istituzionali. Dal 1973 al 1978 fu Ministro della Gioventù e dello Sport, dal 1978 al 1979 Ministro della Sanità Pubblica, dal 1979 al 1981 Ministro della Cultura e dell'Informazione.
Fu ambasciatore della Tunisia presso l'Ufficio delle Nazioni Unite a Ginevra dal 1981 al 1986 e in Marocco dal 1986 al 1987.
Il 27 ottobre 1987 tornò al governo ancora come Ministro della Gioventù e dello Sport del governo di Zine El-Abidine Ben Ali, mantenendo l'incarico anche dopo la destituzione del Presidente Habib Bourguiba del 7 novembre 1987.
Fu più volte membro della Camera dei Deputati fin dalla III legislatura nel 1964, organo alla presidenza del quale fu eletto nel 1997 venendo poi sempre riconfermato nel ruolo. Fu inoltre sindaco-governatore di Tunisi e sindaco di La Marsa e Cartagine.
Dal 15 gennaio 2011, a seguito delle sommosse popolari che portarono alla fuga all'estero del Presidente della Repubblica Zine El-Abidine Ben Ali, secondo le previsioni della costituzione tunisina, svolse le funzioni di Presidente della Repubblica supplente. Esercitò queste funzioni fino all'elezione del nuovo presidente Marzouki, avvenuta ad opera dell'Assemblea Costituente il 12 dicembre 2011. È morto il 23 aprile 2025 dopo una lunga malattia all'età di 91 anni. È sepolto nel cimitero di Jellaz, a Tunisi.